# Massimo Nardi (politico)
Massimo Nardi (Roma, 9 giugno 1954) è un politico italiano.

## Biografia
Il suo impegno politico inizia a 23 anni come dirigente regionale del movimento giovanile della Democrazia Cristiana. Eletto consigliere alla IV Circoscrizione di Roma nel 1985, vi rimarrà in carica con successive elezioni fino al 1997, quando ne viene eletto Presidente con circa 69.000 voti per il centrosinistra, mantenendo il ruolo fino al 2001.
La sua esperienza politica nel periodo che va dal 1994 al 2004 viene arricchita prima dalla funzione di Vicesegretario del Comitato romano del Partito Popolare poi da quella di Vicesegretario Regionale e Consigliere Nazionale dei Cristiani Democratici Uniti.
Nel 2005 è tra i promotori della Democrazia Cristiana per le Autonomie fondata da Gianfranco Rotondi e Mauro Cutrufo.
Alle elezioni politiche del 2006 è candidato alla Camera dei Deputati, come capolista nella circoscrizione Lazio 1, nella lista comune "Democrazia Cristiana-Nuovo PSI" (in quota DCA); sebbene la lista ottenga solamente lo 0,75% dei suffragi, grazie al meccanismo del "miglior perdente" viene eletto deputato della XV Legislatura. 
Non è stato ricandidato in parlamento alle successive elezioni politiche del 2008.